# Valls de la Fenolleda
Les Valls de la Fenolleda, o senzillament les Valls, és una de les tres subcomarques de la Fenolleda. Correspon amb la conca alta de la ribera de Bolzana, de Sant Pau de Fenollet cap a l'oest; a l'est de Sant Pau, forma una estreta llenca de terreny al voltant de la ribera de Maurí que forma una frontera entre les subcomarques de les Corberes al nord i l'Altiplà de Sornià al sud. Inclou l'eixampla de la ribera a Maurí i al nord del municipi de les Planeses, el poble del qual és situat a l'Altiplà, desemboca en la plana del Rosselló. Atès que les Fenolledes geogràfica i històrica són més grans que l'actual comarca, abastant una part de l'Aude que correspon encara a l'alta vall de l'Aglí (Vall de Santa Creu), aquesta subcomarca natural té el seu límit natural al cim del Dormidor, al País de Sault, i incorpora el municipis de la vall: Montfort, Ginclar, Salvesines i la Pradella-Puillorenç. Tots els municipis que en formen part són de parla occitana.
| Municipi               | Habitants |
| ---------------------- | --------- |
| Caudiers de Fenollet   | 598       |
| Ginclar                | 43        |
| Maurí                  | 850       |
| Montfort               | 65        |
| La Pradella-Puillorenç | 236       |
| Prunyanes              | 69        |
| Salvesines             | 108       |
| Sant Pau de Fenollet   | 1.858     |
|                        |           |